# Liliana Tagliaferri
Liliana Tagliaferri (Lecco, 20 agosto 1928) è un'ex velocista italiana.

## Biografia
Nata nel 1928, originaria di Lecco, ha iniziato a praticare l'atletica leggera a 13 anni
È stata tre volte campionessa italiana: nel 1948 e 1949 nei 100 m con i tempi rispettivamente di 12"3 e 12"5, nel 1943 nella staffetta 4×100 m con il Dopolavoro Aziendale Singer di Monza, con il crono di 50"6, insieme a Wanda Butti, Liliana Carpi e Angela Ostinelli.
A 19 anni ha partecipato ai Giochi olimpici di Londra 1948, nei 100 m, uscendo in semifinale, arrivando quinta (passavano le prime due), dopo aver vinto la sua batteria con il tempo di 12"8 e nella staffetta 4×100 m con Mirella Avalle, Anna Maria Cantù e Marcella Jeandeau, non arrivando al traguardo in batteria.
Quattro anni dopo ha preso parte di nuovo alle Olimpiadi, quelle di Helsinki 1952, nelle stesse due gare. Nei 100 m è uscita al secondo turno arrivando sesta con il tempo di 12"9 (passavano le prime tre), dopo aver passato il primo in seconda posizione in 12"6, mentre nella staffetta 4×100 m, insieme a Vittoria Cesarini, Milena Greppi e Giuseppina Leone è stata eliminata in batteria, terminando terza con il tempo di 47"4 (passavano le prime due).
È attualmente (gennaio 2025) la più anziana ex-atleta italiana di sesso femminile ad avere partecipato alle Olimpiadi.

## Palmarès
| Anno | Manifestazione  | Sede     | Evento            | Risultato  | Prestazione | Note |
| ---- | --------------- | -------- | ----------------- | ---------- | ----------- | ---- |
| 1948 | Giochi olimpici | Londra   | 100 m piani       | Semifinale | n/d         |      |
| 1948 | Giochi olimpici | Londra   | Staffetta 4×100 m | Batteria   | dnf         |      |
| 1952 | Giochi olimpici | Helsinki | 100 m piani       | Batteria   | 12"9        |      |
| 1952 | Giochi olimpici | Helsinki | Staffetta 4×100 m | Batteria   | 47"4        |      |

## Campionati nazionali
- 2 volte campionessa nazionale nei 100 m piani (1948, 1949)
- 1 volta campionessa nazionale nella staffetta 4×100 m (1943)

1943
- Argento ai campionati italiani assoluti, 100 m piani - 12"4
- Oro ai Campionati nazionali italiani, staffetta 4×100 m - 50"6

1947
- Bronzo ai campionati italiani assoluti, staffetta 4x100 m - 53"5

1948
- Oro ai Campionati nazionali italiani, 100 m piani - 12"3

1949
- Oro ai Campionati nazionali italiani, 100 m piani - 12"5